# José Iglesias Roura
José [o Xosé] Iglesias Roura (Puerto del Son, 28 de abril de 1879 - Mera Oleiros, La Coruña), 27 de septiembre de 1930, fue un abogado, político, traductor y escritor español en lengua gallega.

## Biografía
Fue concejal de La Coruña, fundador y tesorero de las Irmandades da Fala y académico no numerario de la Real Academia Gallega y director artístico del coro Cántigas da Terra.
Iglesias Roura fue un prolífico traductor en una época, la de las Irmandades da Fala, en que la traducción al gallego todavía era poco frecuente pero estaba considerada por algunos nacionalistas una necesidad de la literatura en gallego. Sus traducciones se publicaron en prensa, especialmente en A Nosa Terra, periódico del que fue el primer director en la que se mantenía una sección fija llamada "Traduciós". Entre las diversas traducciones de su autoría constan las poemas en catalán como "L'himne a l'arbre fruiter" y "La vaca cega", de Joan Maragall. También fue autor de diversas obras repartidas por distintas publicaciones periódicas y que no ha sido compilada.